# Дідок Сергій Володимирович

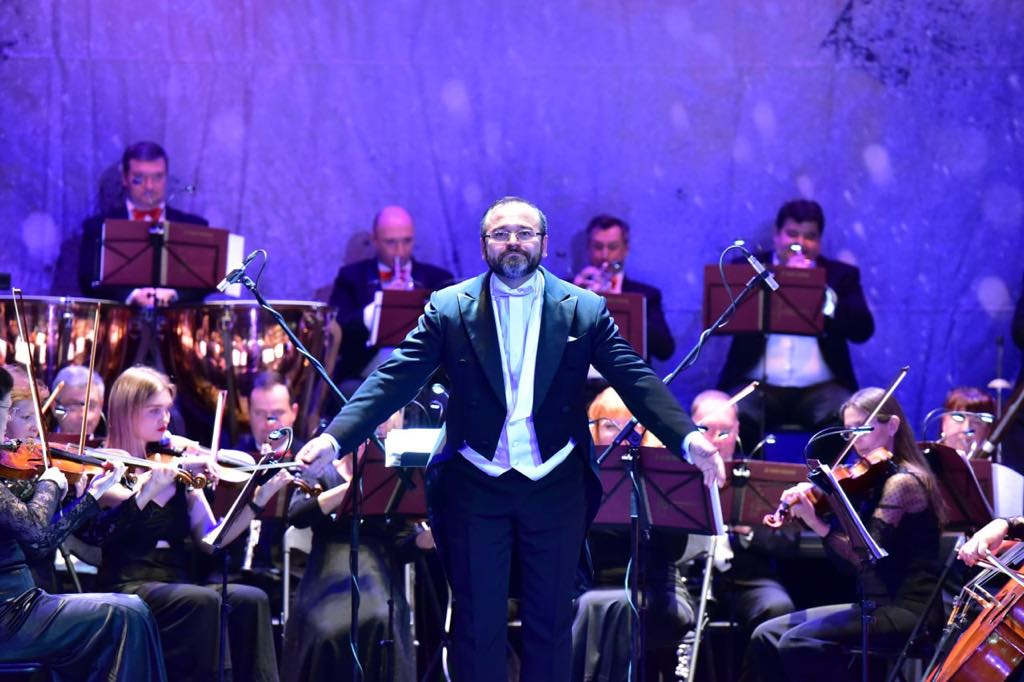
Сергій Дідок після завершення концерту

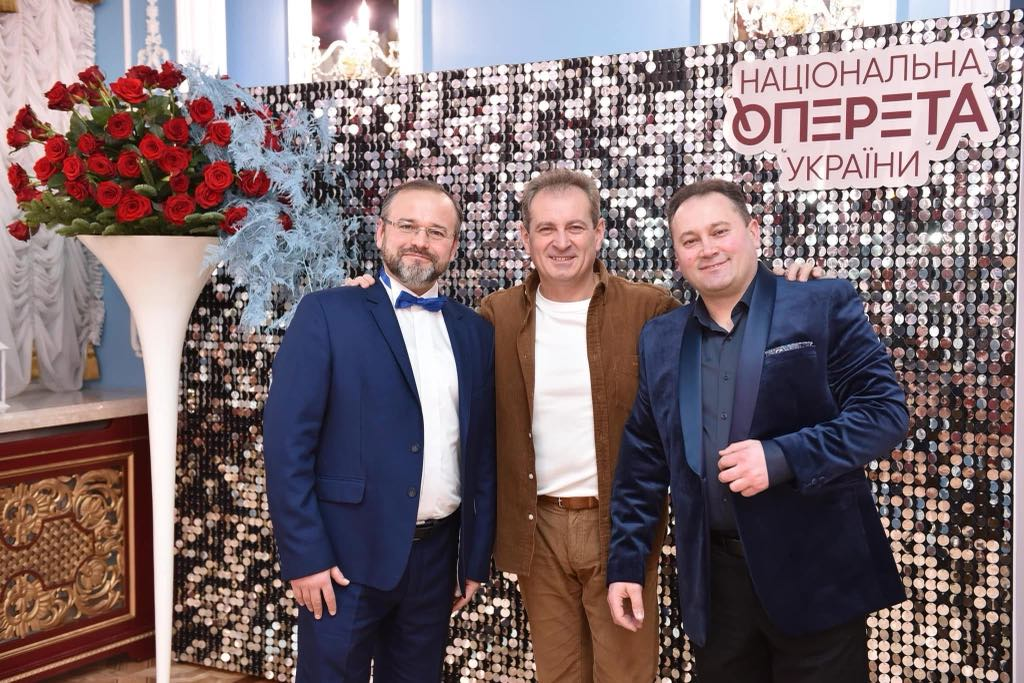
Сергій Дідок, Богдан Струтинський, Ділявер Османов

Сергій Володимирович Дідок (нар. 5 квітня 1981, м. Запоріжжя, Україна) — український диригент, акордеоніст, ансамбліст, аранжувальник, автор віршів, педагог, музичний діяч, лауреат міжнародних та всеукраїнських конкурсів. Головний диригент Київського національного академічного театру оперети (з 2021), Заслужений діяч мистецтв України (2019), член Національної всеукраїнської музичної спілки (з 2019). 

## Життєпис

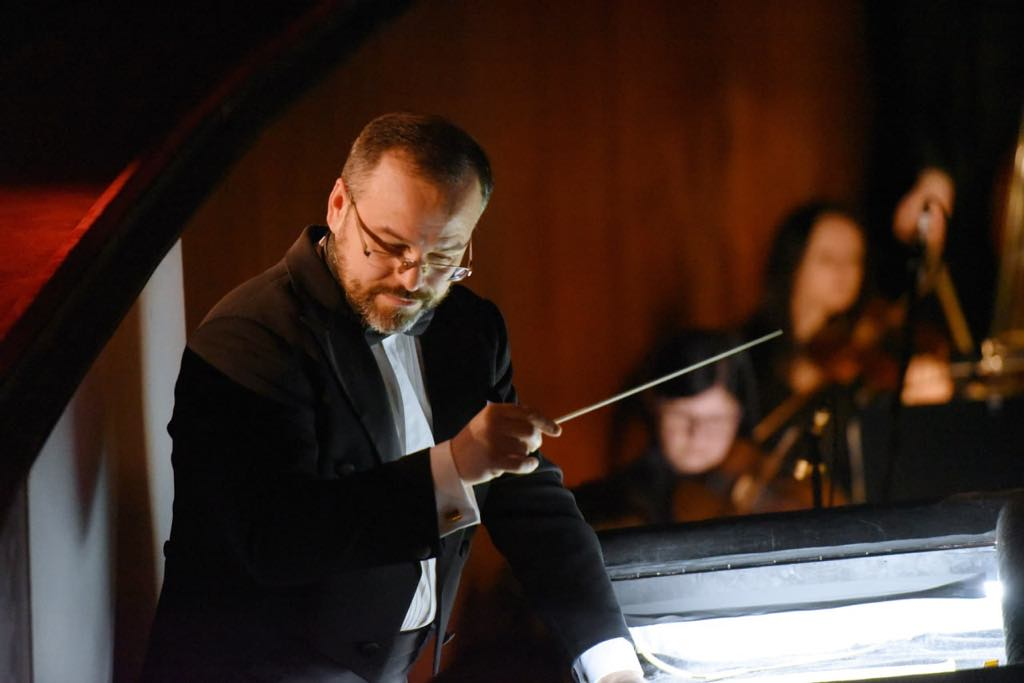
Сергій Дідок за диригентським пультом

Народився в сім’ї Дідка Володимира Володимировича (1944–2018) та Дідок Валентини Іванівни, уродженої Рябова (нар. 1949).
Навчався в Запорізькій школі-комплексі естетичного навчання та виховання № 9 і школі мистецтв № 3 (клас акордеона – А. Г. Омельяненко, 1987–1996). У 1996–2000 рр. продовжив освіту в Запорізькому музичному училищі імені Платона Майбороди (нині – Запорізький фаховий коледж мистецтв і культури імені П. І. Майбороди), яке закінчив з відзнакою (клас акордеона та диригування – В. Д. Новохатський). Під час навчання в училищі став лауреатом ІІІ Міжнародного конкурсу відеозаписів імені Вл. Золотарьова і Г. Шендерьова (м. Владивосток (Росія), 1998, ІІІ премія), а також здобув звання дипломанта IV та лауреата V Всеукраїнського конкурсу «Провесінь» (м. Кіровоград, нині – Кропивницький, 1999, 2000).
Згодом вступив до Київського національного університету культури і мистецтв (2000–2005, клас акордеона – професор Андрійчук П. О., клас диригування – професор Гнєдаш В. Б.), який закінчив з відзнакою та отримав кваліфікації: викладач; артист оркестру, ансамблю; концертний виконавець; диригент народного та камерного оркестру. Лауреат Міжнародного конкурсу «Premio di Montese» (м. Монтезе, Італія, 2002) у номінаціях: «Солісти» (ІІІ премія), «Ансамблі» (ІІ премія, в дуеті акордеоністів з Р. Башировим).
Під час навчання в Київському національному університеті культури і мистецтв зробив інструментовки для академічного оркестру народної та популярної музики при Національній радіокомпанії України, які увійшли до фонду Українського радіо:
- П. Майборода. Кантата на сл. Т. Шевченка «Тополя» для народного хору та оркестру (виконавці: хор ім. С. Павлюченка при Київському національному університеті культури і мистецтв, Оркестр народної та популярної музики Національної радіокомпанії України);Сергій Дідок за диригентським пультом
- О. Білаш. «Сину, качки летять» для соліста, народного хору та оркестру (виконавці: хор ім. С. Павлюченка при Київському національному університеті культури і мистецтв, Оркестр народної та популярної музики Національної радіокомпанії України, соліст – Г. Фенко).

У 2005–2009 рр. навчався в Національній музичній академії України імені Петра Чайковського (клас професора Гнєдаша В. Б., спеціальність – оперно-симфонічне диригування), яку закінчив з відзнакою. Отримав диплом магістра музичного мистецтва та кваліфікацію викладача ВНЗ ІІІ-IV рівня акредитації, диригента оперного та симфонічного оркестрів. Екзаменаційна робота – опера С. Рахманінова «Алеко», магістерська – «В. Гнєдаш – представник київської школи симфонічного диригування: ознаки стилю». Лауреат спеціального призу «Надія» на І Міжнародному конкурсі диригентів імені Стефана Турчака (2006).
У 2008–2011 рр. навчався в аспірантурі в Київському національному університеті культури і мистецтв (науковий керівник – доктор філософських наук, професор С. Д. Безклубенко).
Записав 4 компакт-диски у складі ансамблю народної музики «Будьмо!», куди увійшли власні твори («Буковинка», «Козачок»). З цим колективом представляв українську культуру на фестивалях, конкурсах, міжнародних асамблеях, наукових конференціях, виставках у понад 10 країнах світу.
У 2008–2010 рр. – диригент камерного оркестру Військово-музичного центру Сухопутних військ Збройних Сил України.
У 2014–2015 рр. – головний диригент Українського академічного фольклорно-етнографічного ансамблю «Калина». Підготував твори, що увійшли до постійного репертуару ансамблю: «Hava Nagila» (аранжування), «Донецька кадриль» (аранжування), «Ноктюрн Ti-a-mo Motia», «Буковинка», «Ой під мостом, мостом» (обробка української народної пісні).
З 2021 р. обіймає посаду головного диригента Київського національного академічного театру оперети. Автор численних оркестровок та концертних аранжувань для колективу театру.
В репертуарі диригента вистави: «Весела вдова» (Ф. Легар), «Фіалка Монмартру» (І. Кальман), «Летюча миша» (Й. Штраус), «Містер Ікс» (І. Кальман), «Труффальдіно із Бергамо» (О. Колкер), «Звуки музики» (Р. Роджерс), «Sugar, або В джазі тільки дівчата» (Дж. Стайн), «За двома зайцями» (В. Ільїн, В. Лукашов), «Ханума» (Г. Канчелі), «Цілуй мене, Кет» (К. Портер), «Скрипаль на даху» (Дж. Бокк), «Пригоди бременських музикантів» (Г. Гладков), «Острів скарбів» (В. Бистряков).
Як диригент-постановник здійснив постановки вистав: «Кицькин дім» П. Вальдгардта (2014), «Любовний монолог» за мотивами п’єси Габріеля Гарсія Маркеса «Любовна одповідь чоловікові, який сидить у кріслі» (2016), «Пригоди Буратіно» О. Рибнікова (2016), «Доріан Грей» М. Варконі (2021), «The Ball / Бал» італійського режисера Маттео Спіацці (2022), «Тигролови» К. Бескоровайного, А. Гуманюка, Б. Решетілова (2023), «Чикаго» Дж. Кандера (2024), «Шафранова троянда» Х. Геррера (2024).
Диригент-постановник концертних проектів Київського національного академічного театру оперети: «Тобі, кохана» (2015, 2016, 2025), «Вечір мюзиклу» (2015–2020), «Об’єднані заради Перемоги» (2022), «Разом за Україну» (Volksoper Wien, 2022), «Музика сердець» (2018,2021,), «Вечір вальсу» (2021), «Різдвяні зустрічі» (2022, 2023), «Штраус в опереті» (2022–2023), «Вечір іспанських сарсуел» (2023), «Вечір аргентинського танго» (2024), Відкриття/Закриття сезонів 85–90 (2019–2025)
У співпраці з Я. Іваницькою здійснив переклад українською мовою мюзиклу О. Колкера «Труффальдіно із Бергамо», а з О. Байбак переклав мюзикл Р. Роджерса  «Звуки музики». Автор багатьох музичних текстів для вистав і концертів Київського національного академічного театру оперети.
Бере участь у творчих заходах театру, гастролях, фестивалях та конкурсах в Україні та за її межами. 
Син – Дмитро Сергійович Дідок (нар. 2012).

## Творчість

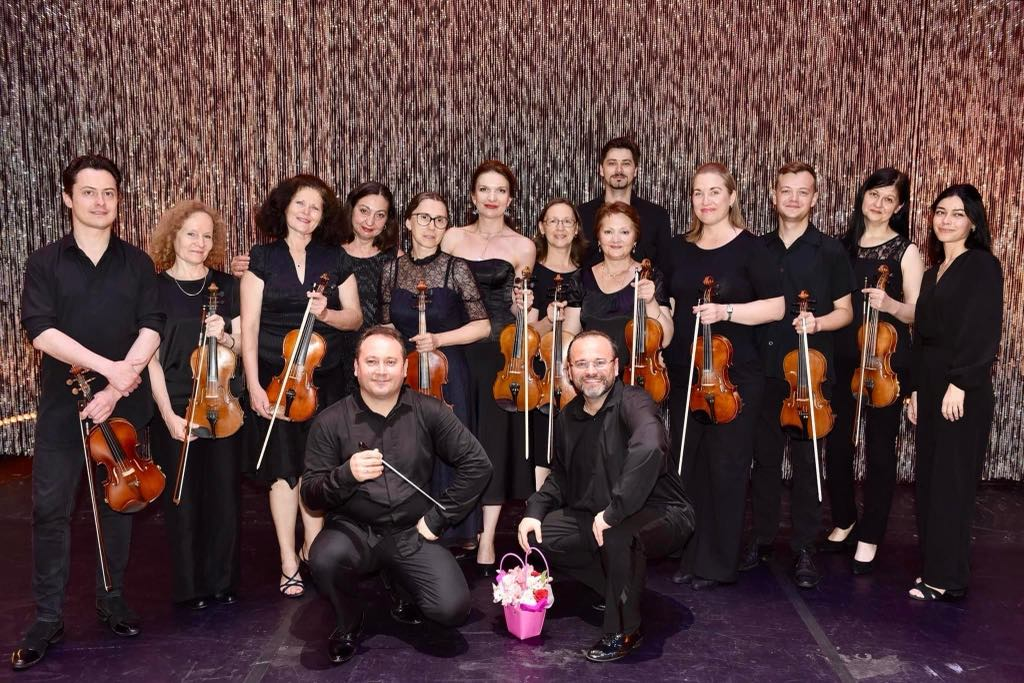
Після концерту до закриття 89-го театрального сезону

Автор понад 50 оркестровок та аранжувань для симфонічного оркестру Київського національного академічного театру оперети. Концертував у Австрії, Білорусі, Італії, Канаді, Нідерландах, ОАЕ, Польщі, Туреччині, Німеччині, Франції, Шотландії.

## Викладацька діяльність
У 2005–2024 рр. викладав на факультеті музичного мистецтва Київському національному університеті культури і мистецтв КНУКіМ: фах, оркестровий клас, ансамбль, диригування, інструментування, методику роботи з оркестром, сольно-ансамблевий практикум. Створив студентський ансамбль народної музики «Гарнограй» (лауреат ІІІ Міжнародного конкурсу інструментальних ансамблів ім. Д. Бортнянського, 2012; лауреат V Міжнародного конкурсу виконавців на народних інструментів «Арт-Домінанта», 2017; лауреат XXVIII Міжнародного конкурсу «Prize of Lanciano», 2018), з яким гастролював у країнах Європи та ОАЕ.
З 2024 р. – доцент кафедри оперно-симфонічного диригування Національної музичної академії України імені Петра Чайковського, дисципліни: фах, диригування, робота з симфонічним оркестром, практика в оперному театрі.

## Відзнаки
- 1998 – лауреат ІІІ Міжнародного конкурсу ім. Вл. Золотарьова і Г. Шендерьова (ІІІ премія);
- 2002 – лауреат VIII Міжнародного конкурсу (м. Монтезе, Італія): ІІ премія (номінація «Ансамблі», в дуеті акордеоністів з Р. Башировим ), ІІІ премія (номінація «Солісти»);
- 2006 – Приз «Надія» на конкурсі імені Стефана Турчака (Київ);
- 2008 – лауреат І премії у складі ансамблю «Будьмо!» на фестивалі «Дзвеняць цымбалы i гармонiк» (Білорусь);
- 2018 – диплом за підготовку лауреатів конкурсу «Приз Ланчано» (Італія);
- 2019 – грамота за популяризацію українського мистецтва на фестивалі «Дні спадщини Шарджи» (ОАЕ);
- 2019 – почесне звання «Заслужений діяч мистецтв України» (2019).[1]

## Творчий доробок

### Наукові та навчально-методичні праці
Диригентське мистецтво в Києві другої половини ХІХ – початку ХХ століття [Текст] / С. В. Дідок // Роль митця і традиційних інститутів мистецтва за умов всезростаючого впливу культурних індустрій : матеріали Всеукр. наук.-теорет. конф., м. Київ, 23-24 груд. 2009 р. / М-во культури і туризму України, Київ. нац. ун-т культури і мистецтв ; [редкол.: М. М. Поплавський, С. Д. Безклубенко, В. А. Абизов, Л. П. Бойко]. – Київ, 2009. – Ч. 2. – С. 252–255.
Задоволення інформаційних потреб викладачів кафедри оперно-симфонічного диригування НМАУ ім. П. І. Чайковського засобами бібліотечної роботи [Текст] / С. В. Дідок // Державна історична бібліотека України: історія, сучасність, майбутнє : матеріали Міжнар. наук.-практ. конф., приуроч. до 70-річчя заснування Держ. іст. б-ки України, 24–25 верес. 2009 р. / ДЗ «Нац. іст. б-ка України» [та ін. ; редкол.: Скорохватова А. В. (голова) та ін.]. – Київ, 2009. – С. 221–222.
Украинский оркестр народных инструментов: проблемы становления и развития [Текст] / С. Дідок // Аутэнтычны фальклор: праблемы вывучэння, захавання, пераймання: зборні науковых прац удзельнікау ІІІ Міжнароднай навукова-практычнай канферэнцыі (Мінськ, 29–30 красавіка 2009 г.) БДУКМ ; рэдкал.: Мажэйка М.А. (адк.рэд.) [і інш.]. – Мінск, 2009. – С. 171–174.
Тенденції розвитку наукової думки в галузі диригентського мистецтва України XXI ст. [Текст] / С. В. Дідок // Українська культура ХХІ століття: стан, проблеми, тенденції : матеріали Всеукр. наук.-теорет. конф., м. Київ, 22 груд. 2010 р. / М-во культури і туризму України, Київ. нац. ун-т культури і мистецтв ; [редкол.: М. М. Поплавський, С. Д. Безклубенко, В. А. Абизов, Л. П. Бойко]. – Київ, 2010. – Ч. 1. – С. 120–123.
В. Гнєдаш – представник Київської школи оперно-симфонічного диригування [Текст] / С. В. Дідок // Вісн. Держ. акад. керівних кадрів культури і мистецтв = National Academy of Managerial Staff of Culture and Arts Herald : наук. журн. / Нац. акад. керівних кадрів культури і мистецтв. – Київ, 2011. – № 2. – С. 107–111.
Виконавська школа як невід’ємна складова збереження та розвитку традицій виконання [Текст] / С. Дідок // Всеукраїнський семінар-практикум викладачів художніх шкіл з декоративно-прикладного мистецтва (ткацтво-килимарство) : матеріали семінару-практикуму та «Народознавчих студій пам’яті Василя Скуратівського» з проведенням круглого столу на тему: «Початкова мистецька освіта в контексті розвитку української культури», Тернопіль, 16–19 листоп. 2011 р. / М-во культури України, Укр. центр культур. дослідж. ; редкол.: С. М. Садовенко (голова) [та ін.]. – Тернопіль ; Київ, 2011. – С. 177–178.
Роль оперно-симфонічних диригентів у формуванні вокальної майстерності оперного співака [Текст] / С. Дідок // Наук. вісн. Нац. муз. акад. України ім. П. І. Чайковського = Scientific herald of Tchaikovsky National music academy of Ukraine: зб. наук. пр. / ред.-упор.: М. А. Давидов, В. Г. Сумарокова. – Київ, 2011. – Вип. 96 : Музичне виконавство і педагогіка: історія, теорія, інтерпретаційні аспекти композиторської творчості. – С. 213–221.
Методика роботи з оркестром народних інструментів : робоча прогр. навч. дисципліни : напрям підготов. 6.020204 «Музичне мистецтво», спеціалізація «Інструментальне виконавство (народні інструменти)» [Текст] / уклад. С. В. Дідок ; М-во культури України, Київ. нац. ун-т культури і мистецтв. – Київ, 2012. – 49 с.
Аранжування та інструментування для ансамблю народних інструментів [Ноти] : навч. практикум для студентів мистец. закл. вищої освіти. Вип. 1 / С. В. Дідок ; [передм. П. Дрозда] ; М-во освіти і науки України, М-во культури України, Київ. нац. ун-т культури і мистецтв, Ф-т муз. мистецтва, Каф. акад. хорового та інструмент. мистецтва. – Київ : Вид. центр КНУКіМ, 2017. – 41 с. : іл. – ISBN 978-966-602-226-7.
Аранжування та інструментування для ансамблю народних інструментів [Ноти] : навч. практикум для студентів мистец. закл. вищої освіти. Вип. 2 / С. В. Дідок ; [передм. П. Дрозда] ; М-во освіти і науки України, М-во культури України, Київ. нац. ун-т культури і мистецтв, Ф-т муз. мистецтва, Каф. акад. хорового та інструмент. мистецтва.. – Київ : Вид. центр КНУКіМ, 2017. – 43 с. : іл. – ISBN 978-966-602-226-7.
Аранжування та перекладення для оркестру народних інструментів [Ноти] : навч. практикум для студентів мистец. закл. вищої освіти. Вип. 1 / С. В. Дідок ; [передм.: Т. І. Сідлецька] ; М-во освіти і науки України, М-во культури України, Київ. нац. ун-т культури і мистецтв, Ф-т муз. мистецтва, Каф. акад. хорового та інструмент. мистецтва. – Київ : Вид. центр КНУКіМ, 2017. – 59 с. : іл.
Балканіка [Ноти] : [для ансамблю нар. інструментів] / аранжування С. Дідка // Аранжування та інструментування для ансамблю народних інструментів : навч. практикум для студентів мистец. закл. вищої освіти / С. В. Дідок ; М-во освіти і науки України, М-во культури України, Київ. нац. ун-т культури і мистецтв [та ін.]. – Київ, 2017. – Вип. 2. – С. 33–43 . – ISBN 978-966-602-226-7.
Буковинка [Ноти] : [для ансамблю нар. існтрументів] / С. Дідок // Аранжування та інструментування для ансамблю народних інструментів : навч. практикум для студентів мистец. закл. вищої освіти / С. В. Дідок ; М-во освіти і науки України, М-во культури України, Київ. нац. ун-т культури і мистецтв [та ін.]. – Київ, 2017. – Вип. 1. – С. 32–41. – ISBN 978-966-602-226-7.
До проблеми скрипкового виконавства: історичний аспект [Текст] / В. В. Павлова, С. В. Дідок // Молодий вчений = Young Scientist. – 2017. – № 8 (48). – С. 67–72 : іл. – Відомості доступні також з інтернету: file:///C:/Users/User.DESKTOP-3STD2B9/Downloads/molv_2017_8_19-3.pdf
Жиголет : з оперети «Граф Люксенбург» [Ноти] : [для вокалу у супр. орк. нар. інстр.] / Ф. Легар ; орк. ред. С. Дідка // Аранжування та перекладення для оркестру народних інструментів : навч. практикум для студентів мистец. закл. вищої освіти / С. В. Дідок ; М-во освіти і науки України, М-во культури України, Київ. нац. ун-т культури і мистецтв [та ін.]. – Київ, 2017. – Вип. 1. – С. 13–30.
Libertango [Ноти] : [для оркестру нар. інструментів] / А. П'яццолла, С. В. Дідок // Аранжування та перекладення для оркестру народних інструментів : навч. практикум для студ. мистецьких закл. вищої освіти / С. В. Дідок ; М-во освіти і науки України, М-во культури України, Київ. нац. ун-т культури і мистецтв [та ін.]. – Київ, 2017. – Вип. 1. – С. 42–58.
Ой у гаю при Дунаю : укр. нар. пісня [Ноти] : [для ансамблю нар. існтрументів] / аранж. С. Дідок // Аранжування та інструментування для ансамблю народних інструментів : навч. практикум для студентів мистец. закл. вищої освіти / С. В. Дідок ; М-во освіти і науки України, М-во культури України, Київ. нац. ун-т культури і мистецтв [та ін.]. – Київ, 2017. – Вип. 1. – С. 26–31. – ISBN 978-966-602-226-7.
Півторак [Ноти] : [для ансамблю нар. інструментів] / П. Терпелюк ; ред. С. Дідка // Аранжування та інструментування для ансамблю народних інструментів : навч. практикум для студентів мистец. закл. вищої освіти / С. В. Дідок ; М-во освіти і науки України, М-во культури України, Київ. нац. ун-т культури і мистецтв [та ін.]. – Київ, 2017. – Вип. 1. – С. 17–25. – ISBN 978-966-602-226-7.
Ti amo Mo-ti-a : ноктюрн [Ноти] : [для ансамблю нар. інструментів] / С. Дідок // Аранжування та інструментування для ансамблю народних інструментів : навч. практикум для студентів мистец. закл. вищої освіти / С. В. Дідок ; М-во освіти і науки України, М-во культури України, Київ. нац. ун-т культури і мистецтв [та ін.]. – Київ, 2017. – Вип. 2. – С. 27–32. – ISBN 978-966-602-226-7.
Ti amo Mo-ti-a : ноктюрн [Ноти] : [для оркестру нар. інструментів] / С. Дідок // Аранжування та перекладення для оркестру народних інструментів : навч. практикум для студентів мистец. закл. вищої освіти / С. В. Дідок ; М-во освіти і науки України, М-во культури України, Київ. нац. ун-т культури і мистецтв [та ін.]. – Київ, 2017. – Вип. 1. – С. 31–41.
Український ансамбль народних інструментів «Гарнограй» [Текст] / С. В. Дідок // Київський національний університет культури і мистецтв у 2017 році: знаменні дати, славні ювілеї : календар / Київ. нац. ун-т культури і мистецтв, Наук. б-ка ; уклад. О. О. Скаченко ; редкол.: Ю. І. Горбань, Л. А. Рибка, С. Г. Винокурова, В. В. Лук’яненко. – Київ, 2017. – С. 39–45. – Відомості доступні також з інтернету: https://lib.knukim.edu.ua/wp-content/uploads/2014/12/Calendar-2017.pdf
Викладач від Бога! [Текст] / Сергій Дідок // Андрійчук Петро Олександрович : біобібліогр. покажч. : до 60-річчя від дня народж. / М-во культури України, Київ. нац. ун-т культури і мистецтв, Наук. б-ка ; уклад.: В. В. Степко, О. О. Скаченко. – Київ, 2018. – С. 17–24. – (Серія «Видатні постаті КНУКіМ» ; вип. 4). – Відомості доступні також з інтернету: https://lib.knukim.edu.ua/wp-content/uploads/2018/01/andriychuk.pdf
Артуро Тосканіні – навіжений диктатор чи великий маестро? [Текст] / С. Дідок // Музика в діалозі з сучасністю: мистецькі, педагогічні, комунікаційні аспекти музичної культури України ХХІ століття : матеріали щоріч. наук.-практ. інтернет-конф. проф.-викл. складу, докторантів, аспірантів, магістрів та студентів / М-во освіти і науки України, Київ. нац. ун-т культури і мистецтв, Ф-т муз. мистецтва ; [редкол.: Т. К. Гуменюк, П. Л. Богоніс, П. О. Андрійчук та ін.]. – Київ, 2020. – С. 148–151.
Аналіз музичних творів [Текст] : робоча програма навч. дисципліни : освіт.-проф. програма «Бандура і кобзарське мистецтво» : 3 курс / С. В. Дідок. – Київ : КНУКіМ, 2021. – 33 с.
Аналіз музичних творів [Текст] : силабус навч. дисципліни : освіт.-проф. програма «Бандура і кобзарське мистецтво» : 3 курс / С. В. Дідок. – Київ : КНУКіМ, 2021. – 4 с.
Аналіз музичних творів [Текст] : робоча програма навч. дисципліни : освіт.-проф. програма «Диригентсько-хорове мистецтво (народне)» : 3 курс / С. В. Дідок. – Київ : КНУКіМ, 2021. – 33 с.
Аналіз музичних творів [Текст] : силабус навч. дисципліни : освіт.-проф. програма «Диригентсько-хорове мистецтво (народне)» : 3 курс / С. В. Дідок. – Київ : КНУКіМ, 2021. – 4 с.
Вадим Гнєдаш – корифей української диригентскої школи : (з нагоди 90-річчя від дня народж.) [Текст] / С. В. Дідок // Музика в діалозі з сучасністю: освітні, мистецтвознавчі, культурологічні студії : матеріали Міжнар. наук.-практ. конф. = Materials of the International scientific-practical conference «Music in dialogue with the modernity: studios  of educational, art history, culturological» / М-во освіти і науки України, Київ. нац. ун-т культури і мистецтв ; [редкол.: Т. К. Гуменюк, П. Л. Богоніс, Н. Б. Брояко та ін.]. – Київ, 2021. – С. 58–62.
Диригування та читання вокально-інструментальних партитур [Текст] : робоча програма навч. дисципліни : освіт.-проф. програма «Бандура і кобзарське мистецтво» : 3 курс / С. В. Дідок. – Київ : КНУКіМ, 2021. – 30 с.
Диригування та читання вокально-інструментальних партитур [Текст] : силабус навч. дисципліни : освіт.-проф. програма «Бандура і кобзарське мистецтво» : 3 курс / С. В. Дідок. – Київ : КНУКіМ, 2021. – 5 с.
Інструментування та аранжування [Текст] : робоча програма навч. дисципліни : освіт.-проф. програма «Бандура і кобзарське мистецтво» : 3 курс / С. В. Дідок. – Київ : КНУКіМ, 2021. – 27 с.
Інструментування та аранжування [Текст] : силабус навч. дисципліни : освіт.-проф. програма «Бандура і кобзарське мистецтво» : 3 курс / С. В. Дідок. – Київ : КНУКіМ, 2021. – 4 с.
Інструментування та аранжування [Текст] : силабус навч. дисципліни : освіт.-проф. програма «Диригентсько-хорове мистецтво (народне)» : 3 курс / С. В. Дідок. – Київ : КНУКіМ, 2021. – 4 с.
Інструментування та аранжування [Текст] : робоча програма навч. дисципліни : освіт.-проф. програма «Диригентсько-хорове мистецтво (народне)» : 3 курс / С. В. Дідок. – Київ : КНУКіМ, 2021. – 27 с.
Аналіз музичних творів [Текст] : робоча програма освіт. компоненти : освіт.-проф. програма «Диригентсько-хорове мистецтво (народне)» : галузь знань 02 «Культура і мистецтво» : спец. 025 «Музичне мистецтво» : бакалаври : 3 курс / С. В. Дідок. – Київ : КНУКіМ, 2022. – 30 с.
Аналіз музичних творів [Текст] : силабус освіт. компоненти : освіт.-проф. програма «Диригентсько-хорове мистецтво (народне)» : галузь знань 02 «Культура і мистецтво» : спец. 025 «Музичне мистецтво» : бакалаври : 3 курс / С. В. Дідок. – Київ : КНУКіМ, 2022. – 5 с.
Диригування та читання вокально-інструментальних партитур [Текст] : робоча програма освіт. компоненти : освіт.-проф. програма «Бандура і кобзарське мистецтво» : галузь знань 02 «Культура і мистецтво» : спец. 025 «Музичне мистецтво» : бакалаври : 2 курс / В. О. Лігус, П. О. Андрійчук, С. В. Дідок. – Київ : КНУКіМ, 2022. – 26 с.
Диригування та читання вокально-інструментальних партитур [Текст] : робоча програма освіт. компоненти : освіт.-проф. програма «Бандура і кобзарське мистецтво» : галузь знань 02 «Культура і мистецтво» : спец. 025 «Музичне мистецтво» : бакалаври : 3 курс / С. В. Дідок. – Київ : КНУКіМ, 2022. – 31 с.
Диригування та читання вокально-інструментальних партитур [Текст] : силабус освіт. компоненти : освіт.-проф. програма «Бандура і кобзарське мистецтво» : спец. 025 «Музичне мистецтво» : бакалаври : 3 курс / С. В. Дідок. – Київ : КНУКіМ, 2022. – 5 с.
Диригування та читання вокально-інструментальних партитур [Текст] : робоча програма освіт. компоненти : освіт.-проф. програма «Бандура і кобзарське мистецтво» : галузь знань 02 «Культура і мистецтво» : спец. 025 «Музичне мистецтво» : бакалаври : 4 курс / С. В. Дідок. – Київ : КНУКіМ, 2022. – 23 с.
Диригування та читання вокально-інструментальних партитур [Текст] : силабус освіт. компоненти : освіт.-проф. програма «Бандура і кобзарське мистецтво» : спец. 025 «Музичне мистецтво» : бакалавр : 4 курс / С. В. Дідок. – Київ : КНУКіМ, 2022. – 5 с.
Збереження й актуалізація традиційної культури у діяльності фольклорного театру (культурологічно-музикознавчий аспект) [Текст] [Електронний ресурс] / В. Сінельнікова, С. Дідок // Імідж сучасного педагога Новітні підходи до організації навчання в закладах освіти = Image of the Modern Pedagogue : [електрон. наук. фах. журн.] / голов. ред. Н. І. Білик. – 2022. – № 6 (207) : Новітні підходи до організації навчання в закладах освіти. – С. 72–76. – Режим доступу: https://isp.pano.pl.ua/issue/view/16256/9095
Інструментування та аранжування [Текст] : силабус освіт. компоненти : освіт.-проф. програма «Бандура і кобзарське мистецтво» : спец. 025 «Музичне мистецтво» : бакалавр : 4 курс / С. В. Дідок. – Київ : КНУКіМ, 2022. – 5 с.
Освітня компонента «диригування» в системі підготовки бандуристів – здобувачів вищої освіти [Текст] / С. В. Дідок, П. Л. Богоніс, Т. В. Пістунова // Вісн. науки та освіти = Bulletin of Science and Education / голов. ред. О. В. Гурко. – Київ, 2022. – № 6 (6). – С. 114–125. – Відомості доступні також з інтернету: https://surli.cc/llorfg
Аналіз народномузичних творів [Текст] : робоча програма освіт. компоненти : освіт.-проф. програма «Диригентсько-хорове мистецтво (народне)» : галузь знань 02 «Культура і мистецтво» : спец. 025 «Музичне мистецтво» : бакалаври : 3 курс / С. В. Дідок, П. О. Андрійчук. – Київ : КНУКіМ, 2023. – 30 с.
Диригування та читання вокально-інструментальних партитур [Текст] : робоча програма освіт. компоненти : освіт.-проф. програма «Бандура і кобзарське мистецтво» : галузь знань 02 «Культура і мистецтво» : спец. 025 «Музичне мистецтво» : бакалаври : 3 курс / С. В. Дідок. – Київ : КНУКіМ, 2023. – 31 с.
Диригування та читання вокально-інструментальних партитур [Текст] : силабус освіт. компоненти : освіт.-проф. програма «Бандура і кобзарське мистецтво» : галузь знань 02 «Культура і мистецтво» : спец. 025 «Музичне мистецтво» : бакалаври : 3 курс / С. В. Дідок. – Київ : КНУКіМ, 2023. – 7 с.
Диригування та читання вокально-інструментальних партитур [Текст] : робоча програма освіт. компоненти : освіт.-проф. програма «Бандура і кобзарське мистецтво» : галузь знань 02 «Культура і мистецтво» : спец. 025 «Музичне мистецтво» : бакалаври : 4 курс / С. В. Дідок. – Київ : КНУКіМ, 2023. – 25 с.
Диригування та читання вокально-інструментальних партитур [Текст] : силабус освіт. компоненти : освіт.-проф. програма «Бандура і кобзарське мистецтво» : галузь знань 02 «Культура і мистецтво» : спец. 025 «Музичне мистецтво» : бакалаври : 4 курс / С. В. Дідок. – Київ : КНУКіМ, 2023. – 7 с.
Інструментування та аранжування [Текст] : робоча програма освіт. компоненти : освіт.-проф. програма «Бандура і кобзарське мистецтво» : галузь знань 02 «Культура і мистецтво» : спец. 025 «Музичне мистецтво» : бакалаври : 3 курс / С. В. Дідок. – Київ : КНУКіМ, 2023. – 25 с.
Інструментування та аранжування [Текст] : силабус освіт. компоненти : освіт.-проф. програма «Бандура і кобзарське мистецтво» : галузь знань 02 «Культура і мистецтво» : спец. 025 «Музичне мистецтво» : бакалаври : 3 курс / С. В. Дідок. – Київ : КНУКіМ, 2023. – 6 с.
Практикум з музично-виконавської діяльності: капела бандуристів / ансамбль [Текст] : робоча програма освіт. компоненти : освіт.-проф. програма «Бандура і кобзарське мистецтво» : галузь знань 02 «Культура і мистецтво» : спец. 025 «Музичне мистецтво» : бакалаври : 3 курс / С. В. Дідок. – Київ : КНУКіМ, 2023. – 21 с.

### Аранжування та інструментування
Музика до вистави «Оркестр» за мотивами п’єси Ж. Ануя для Київського національного академічного театру оперети 
Сон Піаніста;
«Полька» на тему Ф. Шопена;
Музика для пластичного етюду № 1;
Блюз.
Для оркестру народної та популярної музики Київського національного університету культури і мистецтв 
А. П’яццолла – «Liebertango», «Oblivion»;
С. Дідок – «Ti amo Mo-ti-a», «Весільна полька»;
Ф. Легар – Пісня Жиголет (з оперети «Жиголет»);
П. Шольц – Фантазія на українську народну пісню «Верховина».
Для ансамблю народної музики «Гарнограй» Київського національного університету культури і мистецтв 
С. Дідок – «Ti amo Mo-ti-a», «Балканіка», «Буковинка»;
П. Терпелюк – «Півторак»;
Українська народна пісня – «Ой у гаю при Дунаю»;
Hora ca din coval.
Для Українського академічного фольклорно-етнографічного ансамблю «Калина» 
«Hava Nagila» (аранжування);
«Донецька кадриль» (аранжування);
«Ноктюрн Ti-a-mo Motia», «Буковинка»;
«Ой під мостом, мостом» (обробка української народної пісні).

### Переклади та авторські тексти
Переклади та авторські тексти для вистав, концертних номерів для Київського національного академічного театру оперети:
- «Cell block tango» / «Тюремне танго» – з мюзиклу Дж. Кандера «Чикаго»;
- «Маскарад» – з мюзиклу Е. Л. Веббера «Привид Опери»;
- «Все для вас!» – музика П. Абрахама;
- «Віват оперета»;
- Сцена Брехні – з оперети «Нітуш» на музику Дж. Кандера;
- Т. Хренніков – пісня «Давним-давно» (з к/ф «Гусарська балада»);
- Р. Шольц – «Брюнетки, блондинки» (з к/ф «Я люблю всіх жінок»);
- «When you`re Good to Mama» / «Якщо ти вдячний Мамі» – з мюзиклу Дж. Кандера «Чикаго»);
- «Вірте в любов» на музику Ж. Пресгурвіка, «Aimer» / «Кохати» – з мюзиклу Ж. Пресгурвіка «Ромео і Джульєтта»;
- «Оперета єднає нас» – музика І. Кальмана;
- «Падає сніг на пляж» – для вистави «Отс»;
- Окремі номери – для мюзиклу «Цілуй мене Кет» (К. Портер) та оперети «Мадмуазель Нітуш» (Ф. Ерве).